# Drie-eenheidskerk (Troitskoje-Golenistsjevo)
De Kerk van de Heilige Drie-eenheid in Troitskoje-Golenitsjevo (Russisch: Храм Троицы Живоначальной в Троицком-Голенищеве) is een Russisch-orthodox kerkgebouw in Ramenki, een stadsdistrict van Moskou. 

## Geschiedenis
In de 15e eeuw liet metropoliet Gerontius in het toenmalige dorp Golenitsjevo een kerk bouwen ter ere van Johannes de Evangelist. Met de bouw van een nieuwe houten Drie-eenheidskerk in de plaats van de oude kerk kreeg het dorp zijn dubbele naam Troitskoje-Golenitsjevo. Tegenwoordig maakt het vroegere dorp deel uit van het stadsdistrict Ramenki. 
De huidige stenen kerk werd op de rechter oever van de Setoen tussen 1644-1646 naar tekeningen van de architect Konstantinov Antipas gebouwd. Tegelijkertijd werd er de tegenwoordig niet meer bestaande zomerresidentie van de Russische patriarch gebouwd. 
In 1812 werd het dorp bezet door de troepen van Napoleon. De iconostase van de kerk ging toen verloren bij een brand, maar sommige iconen werden tijdig geborgen en overleefden de bezetting. De westelijke toren werd in de tweede helft van de 19e eeuw toegevoegd (nadat de oude toren eerder was gesloopt). 
Tijdens de Sovjet-jaren werd de kerk gesloten in 1937 en volledig geruïneerd. De iconostase werd uit de kerk gehaald om als decor te dienen bij het opnemen van de film Ivan de Verschrikkelijke door Sergej Eisenstein en keerde vervolgens nooit meer terug.
Het ontheiligde kerkgebouw kreeg diverse bestemmingen, maar werd na de val van het communistische regime teruggegeven aan de orthodoxe kerk. De kerkdiensten werden hervat in 1992. In de jaren die volgden werden de veranderingen aan het kerkgebouw uit de periode dat het aan de eredienst onttrokken was ongedaan gemaakt. In 1999 werd een houten doopkapel bij de refter aangebouwd.